# Alejandra Romero (luchadora)
Alejandra Romero Bonilla (n. 12 de junio de 1995), es una luchadora mexicana de lucha libre. Compitió en el Mundial de 2015, en el que consiguió la 27.ª posición. Obtuvo el quinto lugar en los Juegos Panamericanos de 2015. Logró una medalla de oro en los Juegos Centroamericanos y del Caribe de 2014. Subió al escalón más bajo del podio en el Campeonato Panamericano de 2016.  